# Rio Grío
O rio Grío, antigamente chamado rio Griu, é um curto rio de Saragoça (Aragão, Espanha), um afluente do rio Jalón pela margem direita, a sua vez afluente do rio Ebro.
Seu nascimento situa-se no pico da Atalaya, na serra de Algairén (Sistema Ibérico) a 1.235 metros sobre o nível do mar no termo de Codos. Correr encaixado entre a serra Modorra, e as serras de Algairén e a de Vicor, atravessando os municípios de Cotovelos (onde recebe as águas do rio Güeimil), Tobed, Santa Cruz de Grío, Aldehuela de Grío (na actualidade deshabitado) e A Almunia, desembocando no rio Jalón, para perto de Ricla. Da Almunia, já para perto de sua desembocadura, nasce a Acequia de Grío, que permite a irrigação de 582,5 tem entre os municípios de Ricla e a Almunia.
Também próximo ao nascimento desta acequia se encontra o meio natural de Mularroya, ("Muela Roya" na Idade Média) que é um vale orientado NO-SE. Nele se destacam alguns barrancos, onde abundam espécies como o morcego de ferradura (Rhinolophus ferrumequinum), o morcego troglodita (Miniopterus schreibersi), o águia culebrera (Circaetus gallicus), águia perdigueira (Hieraetus fasciatus), águia real (Aquila chrysaetos) e buitre (Gyps fulvus). Esta zona está declarada como zona de especial protecção para as aves (ZEPA), com o que entra numa clara confrontação com o projecto de fazer neste vale o Pântano de Mularroya.

## Recursos
- depresion-rio-grio-cordillera-iberica-ne-espana-gravem-geotectonico-vs-vale-fluvial